# Franz Retz
Franz Retz (Praga, 13 de septiembre de 1673 – Roma, 19 de noviembre de 1750) – 15º general de la Compañía de Jesús.
Entró en los jesuitas en 1689, estudió filosofía (1692-1694) y teología (1700-1703) en Olomouc. Recibió el grado de doctor en filosofía (Olomouc, 1703) y teología (Praga, 1709). Poco después de iniciar su trabajo como educador fue llamado a Roma para el trabajo administrativo en la orden. Elegido provincial de Bohemia (1718-1720), y rector de la escuela superior en Praga (1720-1723). Desde 1725 fue el asistente de Europa Central y vicario general. Después de la muerte de Michelangelo Tamburini (1730) convocó la XVI congregación general.
En ella fue elegido unánimemente general. Su administración influyó en el florecimiento de la orden. Este fue un período tranquilo en la historia de los jesuitas. Las misiones se desarrollaban intensamente. La Compañía de Jesús aumentaba cuantitativamente. En el momento de la muerte de Retz tenía 39 provincias, 24 casas profesas, 669 colegios, 61 noviciados, 335 residencias, 273 estaciones misionales, 176 seminarios y 22 589 religiosos, de los cuales 11 293 sacerdotes.